# Seden
Seden er en bydel i Odense NØ med 3.743 indbyggere i byområdet (2006), beliggende 4 km nordøst for byens centrum. Seden ligger øst for Odense Å og grænser op til bydelene Vollsmose mod sydvest, Stige mod nordvest og Bullerup mod øst. 2 km nord for Seden ligger byen Seden Strand, som er opstået omkring 1920.

## Sogn og kommune
Seden hører til Seden Sogn, og Seden Kirke ligger i bydelen. Sognet udgjorde sammen med Åsum Sogn Seden-Åsum sognekommune, som i 1965 havde 1.956 indbyggere. Seden var dengang en forstad til Odense, og Seden-Åsum blev ved kommunalreformen i 1970 indlemmet i Odense Kommune. Siden 1. januar 2007 har Danmarks Statistik anset Seden for at være en bydel i Odense.

## Faciliteter
Seden Skole har 608 elever, fordelt på 0.-9. klassetrin i 2-3 spor, og 93 ansatte. Skolen blev flyttet til sin nuværende placering på Bullerupvej 30 i 1956. Ud over Seden og Åsum sogne omfatter skoledistriktet den nordøstligste del af Fredens Sogn
Skolen er bygget sammen med Fjordagerhallen og benytter dens faciliteter. Fjordager Idræts Forening (FIF eller Fjordager-IF) bruger også hallen til sine aktiviteter og har afdelinger for basketball, badminton, fodbold (Fjordager Fodbold), gymnastik, håndbold, tennis/bordtennis, motion, minigolf og line dance. Hallen rummer også Fjordagerscenen, hvor der siden 1968 er opført 1-3 amatørteaterstykker om året. I FIF Hytten giver afdelingen Aktive Seniorer undervisning i en lang række fag.
Seden har 4 børnehuse: Fjordager til 16 vuggestuebørn og 42 børnehavebørn, Fridasholm til 12 vuggestuebørn og 40 børnehavebørn, Hvenekilden til 56 børnehavebørn og Seden Børnehus til 46 børnehavebørn.
Der har været spejderhus i Seden-Åsums tidligere kommunekontor. Det blev brugt af de grønne pigespejdere (KFUK) og KFUM-Spejderne. Spejderhuset lukkede på grund af mangel på ledere, og nu ligger lokalhistorisk arkiv der.
Seden har to supermarkeder, pizzaria, bageri og bankfilial. Den samme familie drev slagterforretning i Seden i 63 år og fik mange faglige udmærkelser. Men Fjordagerslagteren skiftede ejer i 2015 og gik konkurs i april 2017 pga. manglende omsætning.

## Historie
Landsbyen Seden havde i 1682 16 gårde og 2 huse med jord. Det dyrkede areal udgjorde 468,5 tønder land, skyldsat til 64,91 tønder hartkorn. Samtlige gårde i Seden var fæstegårde under herregården Østergård i Munkebo Sogn. Ved landsbyen var der færge over åen.

### Stationsbyen
I 1899 beskrives Seden således: "Seden med Kirke, Præstegd., Skole, Hospital (ved Kirken; opr. 1736 af Oberst G. H. Brüggemann til Ulriksholm og Østergaard, Plads for 2 fattige, der aarl. faa 24 Kr.) og Jærnbanestation; en stor Del af Byens Indbyggere lever af Fiskeri." Målebordsbladet fra 1900-tallet viser desuden et forsamlingshus.
Seden havde station på Odense-Kerteminde-Dalby Jernbane, der blev åbnet i 1900. I 1914 blev den forlænget til Martofte og kom til at hedde Odense-Kerteminde-Martofte Jernbane. Seden Station lå ½ km syd for kirkelandsbyen og havde et kombineret krydsnings- og læssespor med siderampe. I 1911 blev der anlagt sidespor til et cikorietørreri.
I løbet af mellemkrigstiden og efterkrigstiden udviklede der sig en bymæssig bebyggelse i tilknytning til Seden station. Stationsbyen havde 459 indbyggere i 1930, 527 i 1935 413 i 1940, 428 i 1945, 431 i 1950, 442 i 1955, 432 i 1960 og 915 i 1965.
Banen blev nedlagt i 1966. Stationsbygningen er bevaret på Svendsagervej 6A. Fra Helsted mod øst går der en sti på 1½ km, som med små afbrydelser følger banens tracé til Agedrupvej.

### Seden Skydebane
2 km nordvest for Seden for enden af Mindelundsvej ligger Seden Skydebane med skydevold ud mod Odense Fjord. Den har eksisteret siden 1868 og nedlagt i 2020. Vagthuset, som ses på målebordsbladet, er opført 1889 men den figurerer ikke på de nyeste kort og er heller ikke med i Hjemmeværnets skydebaneoversigt.
Under besættelsen blev skydebanen brugt af Værnemagten, som formodentlig havde et stort våbenlager der. Ved krigens afslutning blev ligene af 13 mænd og 1 kvinde fundet nedgravet i området. De var ofre for tyskernes terror under WW2, dels likvideret pga. deres tilknytning til den danske modstandsbevægelse og som uskyldige ofre i en krydsild mellem tyskere og danske modstandsfolk i Skattergade i Svendborg.
I september 1946 blev der rejst en mindesten for dem på det sted hvor flest var nedgravet. Alle ofre er efter krigen genbegravet der hvor de var hjemmehørende.
Efter nedlæggelse af skydebanen i 2020 er området leveret tilbage til Seden Kirke som fremover stiller området til rådighed for rekreative formål og som vedligeholder mindelunden.